# Museo de Historia de Santa Cruz
El Museo de Historia de Santa Cruz es un museo en Santa Cruz de la Sierra, Bolivia, administrado por la Universidad Autónoma Gabriel René Moreno. Se encuentra en el centro de la ciudad, a media cuadra de la Plaza 24 de Septiembre y es albergado por una vivienda patrimonial de Bolivia de estilo Art nouveau.

## Historia

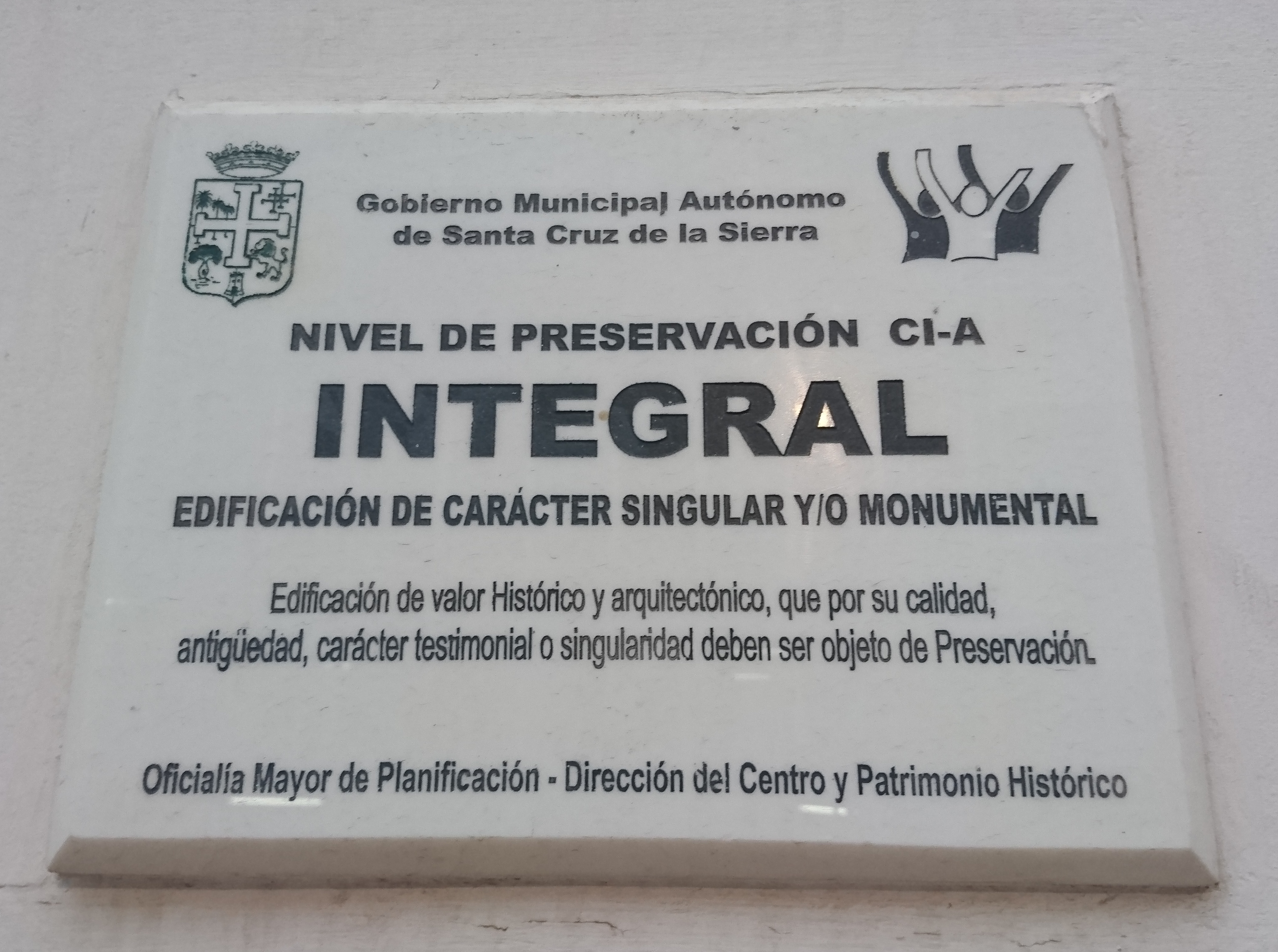
Plaqueta de identificación en la fachada del edificio.

El museo fue creado como tal en 1996 mediante Decreto Supremo 21499 y funciona en una casona de estilo Art Nouveau construida entre 1915 y 1920 por el Arq. Juan Knez para la familia Gutiérrez Jiménez y es uno de los edificios más señoriales del casco viejo de la ciudad de Santa Cruz de la Sierra. La familia Gutiérrez Jiménez la vendió al Estado boliviano en 1960, a partir de entonces pasó a manos de diferentes entidades públicas hasta que en 1989 fue puesta a cargo de la universidad pública Gabriel René Moreno con la finalidad de que en esa infraestructura funcione un Museo y un Archivo Histórico.

## Objetivos
Son objetivos del Museo de Historia conservar, desarrollar y difundir el conocimiento de la región, a través de investigaciones, publicaciones y exposiciones. A través del Museo de Historia se pretende consolidar la identidad cultural e histórica; conservar el pasado en el Archivo Histórico y la biblioteca especializada en historia regional; desarrollar la investigación en el centro de investigaciones histórica; difundir en dos sentidos: uno académico, en el instituto de seminario de historia, y otro de esparcimiento y aprendizaje, en las salas de exhibiciones.

## Edificio
Este edificio cuenta con sala de exposición; sala de conferencias; casa-teatro con capacidad para 70 personas y una compañía de teatro estable del Museo; la colección de documentos más antiguo del Oriente Boliviano, una colección de documentos coloniales, desde 1614 hasta el primer siglo republicano; algunos espacios existentes en el museo son:
- Biblioteca especializada en la historia del OrienteBoliviano
- Centro de investigaciones
- Instituto de seminario, encargado de difundir la historia a través de talleres, ciclos de conferencias y cursos especializados.

La vivienda fue declarada patrimonial y de preservación integral por el Gobierno Autónomo Municipal de Santa Cruz.

### Características del edificio
- Funcionales: Responde a la tipología predominante de la vivienda regional-tradicional, resuelta con 4 áreas de circulación semicubiertas en el perímetro de las habitaciones que limitan a dos patios.
- Formales: Edificio de fachada resuelta en los cánones compositivos de la academia francesa con elementos caracterizados del eclecticismo tardío, con algunos rasgos “Art Nouveau”.
- Espaciales: Presenta galerías en las dos plantas que balconean a los patios, dando una sensación de amplitud.
- Tecnológicas:'En cuanto a tecnología, la cimentación está hecha de ladrillo y cal; los muros y estructuras resistentes de ladrillo y madera apareciendo ya el hierro estructuralmente en los balcones, y cubierta de teja de barro cocido presentando además cupulitas de chapas de hierro.

## Colecciones
El museo resguarda importantes documentos de la historia de la ciudad así como la de sus personajes históricos, entre algunos objetos de su acervo se encuentran más de cincuenta mil títulos y diferentes fondos bibliográficos que la entidad ha adquirido a lo largo de los años, desde 1880, como:
- Biblioteca central y la hemeroteca de la Universidad Gabriel René Moreno
- Biblioteca Antigua, parte de la biblioteca de la residencia jesuita en Santa Cruz de la Sierra
- Fondo de la Biblioteca Municipal, cedido en 1940.
- Biblioteca de Enrique Finot
- Biblioteca Julio A. Gutiérrez
- Biblioteca Eduardo Cortés León.
- Manuscritos del fondo Prefectural de Santa Cruz de la Sierra, que abarcan el periodo 1825-1910,
- Folletos históricos desde 1714 hasta 1950.
- Fondo Adrián Melgar i Montaño. Entre los documentos de este fondo, se destaca el Manuscrito inédito de 1660 titulado la "Relación Mirabalina".

## Mantenimiento
En 2012 se anunciaron labores de mantenimiento en el inmueble como parte de un plan de intervención en 69 edificaciones en 13 manzanos circundantes a la Plaza 24 de septiembre.